# SN 2000bs
SN 2000bs – supernowa typu II odkryta 19 kwietnia 2000 roku w galaktyce UGC 10710. W momencie odkrycia miała maksymalną jasność 17,70m.